# Фесенко, Иван Александрович
Иван Александрович Фесенко (1906, хутор Водяная Балка Зеньковского уезда Полтавской губернии, теперь село Диканьского района Полтавской области — расстрелян 28 августа 1938, Москва) — украинский советский деятель, начальник комбината «Донбассуголь». Депутат Верховного Совета СССР 1-го созыва. Жертва сталинских репрессий.

## Биография
Родился в бедной крестьянской семье. Трудовую деятельность начал в четырнадцатилетнем возрасте саночником на шахтах Донбасса. Затем работал бригадиром забойщиков шахты.
Член ВКП(б).
Окончил вечерние профтехкурсы, горный техникум, рабочий факультет и горный институт в Лисичанске. С 1930 года — заместитель директор Лисичанского горного рабочего института по учебной части.
Работал начальником участка и начальником шахты имени Мельникова, руководил Брянским и Первомайским рудоуправлениями в Донбассе.
С мая 1936 по 1937 год — управляющий треста «Орджоникидзеуголь» в городе Енакиево Донецкой области.
В 1937 году — начальник Главугля Наркомата тяжелой промышленности СССР. Затем работал главным инженером — заместителем начальника Главугля СССР.
В октябре 1937 — июне 1938 г. — начальник комбината «Донбассуголь» Донецкой области — заместитель начальника Главугля Наркомата тяжелой промышленности СССР.
Арестован органами НКВД 11 июня 1938 года. 28 августа 1938 года приговорен к высшей мере наказания и в тот же день казнен в Москве. Посмертно реабилитирован в 1957 году.